# Cratoptera olivata
Cratoptera olivata là một loài bướm đêm trong họ Geometridae.